# Felsőnyék
Felsőnyék è un comune dell'Ungheria centro-meridionale di 1 049 abitanti (dati 2008). È situato nella contea di Tolna.